# Coptodisca saliciella
Coptodisca saliciella is een vlinder uit de familie van de Heliozelidae. De wetenschappelijke naam van de soort is voor het eerst geldig gepubliceerd in 1861 door Clemens.